# Специјални природни резерват Шаранка
Шаранка је специјални резерват природе који се налази у приобаљу реке Саве, у подручју Орлаче на граници између Босне и Херцеговине, Хрватске и Србије, и заузима површину од 11.053 ха.

## Физичко-географска својства
Специјални резерват природе Шаранка се налази у подручју Орлаче, на граници између Босне и Херцеговине, Хрватске и Србије, у приобаљу реке Саве и припада њеној алувијалној равни. Све геоморфолошке карактеристике овог подручја су настале радом реке Саве.
У алувијалној равни реке Саве формиране су уздужне плитке депресије и представљају стара напуштена речна корита. Геолошка основа овог подручја је изграђена од квартарног речног наноса, формираног на неогеним седиментима глине и лапоровите глине.

### Вегетација
Вегетација Шаранке је претежно мочварна, јер се налази у приобаљу реке Саве, и надовезује се на природни резерват Засавица. Представљена је фитоценозом у којој су најзаступљенији типични тршћаци (асс. Сцирпо-Пхрагмитетум пхрагмитетосум). Такође је заступљена и шумска вегетација, a на алувијалним гредама појављују се заједнице граба, липе и цера, док преовладавају лужњак, робур и усколисни јасен.
Засавица је резерват природе који обухвата територије Сремска Митровица и Богатић. Чине је река Засавица и њена притока Батар, и оне је спајају са реком Савом. Представља ретки мочварни екосистем, у ком живи неколико стотина врста биљака и животиња, а од тога око 190 врста птица.

## Заштита
Специјални резерват природе Шаранка захвата 11.053 ха, и циљ заштитe јесте спречавање даљe деградацијe релативно проређеног екосистемa. 